# 葉室光子
葉室 光子（はむろ みつこ、1853年2月3日〈嘉永5年12月25日〉- 1873年〈明治6年〉9月22日）は、江戸時代末期から明治時代初期の公家女性。明治天皇の側室で権典侍。

## 生涯
父は葉室長順、母は広橋康子の次女。明治5年（1872年）に典侍となる。宮中では緋桃と呼ばれ、明治6年（1873年）9月18日に永田町御用邸（のち閑院宮邸、現在の衆議院議長公邸）で第一皇子を出産する。お産の立ち合いには、明治天皇の命で楠本イネ（日本人女性初の産科医で、フィリップ・フランツ・フォン・シーボルトの娘）が担当した。しかし死産であり、光子もその4日後に産後の経過不良により急逝した。20歳没。豊島岡墓地に隣接する護国寺墓地に葬られた。
死産となった皇子には5日後の明治6年9月23日、太政官布告第327号をもって、稚瑞照彦尊（ワカミヅテルヒコノミコト）の諡号が贈られた。墓所については、旧来の皇族墓所が遠方（京都）にあり、東京市下に墓所及び葬送儀式を行う広い面積を持つ場所が必要となったため、複数の候補地の中から「豊島ヶ岡御陵」が選定された。2025年（令和7年）現在、天皇の長男（第一皇男子）であるものの践祚前に薨去、即ち皇位を継承しなかった最後の事例となっている。